# راس الجبل (جبلة)

تعديل مصدري - تعديل

راس الجبل محلة تابعة لقرية المنازلة، التابعة لعزلة الربادي بمديرية جبلة إحدى مديريات محافظة إب في الجمهورية اليمنية، بلغ تعداد سكانها 87 حسب تعداد اليمن لعام 2004.